# 한장석
한장석(韓章錫, 1832년 ~ 1894년)은 조선의 문신이다. 본관은 청주(淸州).

## 생애
1872년(고종 9) 정시문과에 병과로 급제한 뒤, 1873년 홍문관의 부수찬이 되고 교리와 부응교를 거쳐 1881년 성균관대사성이 되었다. 1882년 이조참의를 거쳐 1883년 협판군국사무(協辦軍國事務), 별시회시시관(別試會試試官), 예문관제학을 거쳐 1884년 이조참판을 역임하였다. 1886년 홍문관제학, 예조판서, 1888년 형조판서, 1889년 이조판서, 예조판서, 1890년 함경도관찰사, 1891년에 경기도관찰사를 역임하였다. 고종의 묘정에 배향되었다. 시호는 효문(孝文)이었으나 1910년 문간(文簡)으로 고쳤다.

## 저서
- 『미산집』